# NGC 4833
NGC 4833（Caldwell 105、Melotte 115）は、ニコラ・ルイ・ド・ラカーユが1751年から1752年に南アフリカを訪れる旅の途中に発見し、1755年に星表に収録された球状星団である。その後、ジェームズ・ダンロップやジョン・ハーシェルによって詳しく観測された。
この球状星団は、はえ座の最南端の方角に、地球から約21,200光年の位置にあり、部分的に銀河面の塵の領域に隠されている。塵による星間赤化を考慮すると、球状星団M5やM92より古く、およそ150億歳程度であると推定される。